# Cabalgata

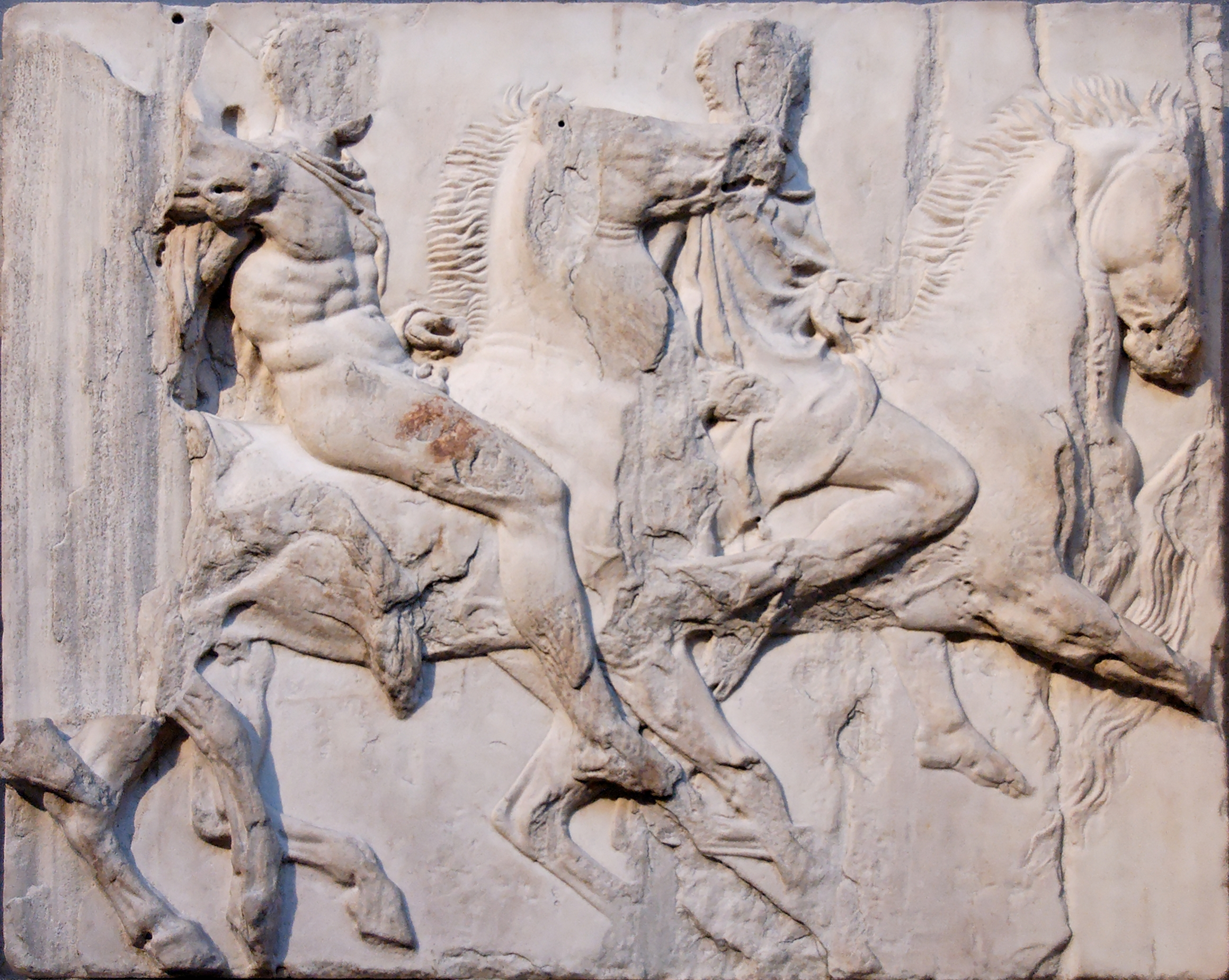

En líneas generales, una "cabalgata" debe entenderse como una excursión a caballo.
El propósito principal de la cabalgata es convivir con la naturaleza, usando al caballo como medio de transporte, ya que ayuda a moverse más rápidamente, es menos agotador, y por lo general es más fácil transitar por caminos complicados tales como ríos, montañas, zonas de inundación, etc. 
En una segunda acepción, cabalgata también puede ser un desfile de jinetes, el cual se realiza por algún día en especial, o el festejo de algo.
En México son muy comunes las cabalgatas, se realizan con mucha frecuencia para recordar a santos. Todas las personas con su caballo se reúnen en algún punto dado de la ciudad donde se celebra una misa en honor al santo, antes de comenzar la cabalgata. Durante la cabalgata se lleva al santo al frente donde es seguido por los demás caballos, dirigiéndose comúnmente hacia un pueblo cercano a la ciudad de donde esta comenzó, al finalizar se deja al santo en la capilla del pueblo para terminar con una fiesta.
La duración de estas cabalgatas depende de las personas que se junten y que tantos kilómetros son por recorrer.
También se realizan por otras causas, y son dentro de la ciudad, por las calles, donde gente acude para observar a los jinetes.
Se debe tener mucho cuidado al acudir a estas celebraciones, porque puede ocurrir cualquier accidente ya que los animales pueden llegar a actuar de alguna manera diferente al estar entre tantos más u otras causas. Es importante que siempre acuda un equipo especializado por si ocurre una tragedia.
Buenos ejemplos son las grandes cabalgatas de México.